# Hopman Cup 2009
Résultats détaillés de l'édition 2009 du tournoi de tennis professionnel mixte Hopman Cup.
La Hopman Cup 2009 est la 21e édition du tournoi. Huit équipes mixtes participent à la compétition finale, dont une qualifiée asiatique (en l'espèce Taïwan). La compétition se dispute selon les modalités dites du « round robin » : séparées en deux poules de quatre équipes, les deux premières de chacune sont conviées à se disputer le titre en finale. Chaque confrontation entre deux pays consiste en trois phases : un simple dames, un simple messieurs et un double mixte décisif.
Le tournoi, qui commence le 3 janvier 2009 au Burswood Entertainment Complex, se déroule à Perth, en Australie.

## Faits marquants
- Serena Williams, forfait le 8 décembre, est remplacée par Meghann Shaughnessy aux côtés de James Blake.
- C'est la paire slovaque composée de Dominika Cibulková et de Dominik Hrbatý qui gagne la finale face à la fratrie russe Dinara Safina-Marat Safin.
- Il s'agit de la troisième victoire de la Slovaquie en Hopman Cup et de la seconde pour Hrbatý après celle de 2005.

## Parcours
| No | Équipe                          | Résultat       | Ultimes adversaires               |
| -- | ------------------------------- | -------------- | --------------------------------- |
| 1  | Meghann Shaughnessy James Blake | 3e du groupe A | 1 victoire 2 défaites             |
| 2  | Dinara Safina Marat Safin       | Finale         | Dominika Cibulková Dominik Hrbatý |
| 3  | Alizé Cornet Gilles Simon       | 3e du groupe B | 1 victoire 2 défaites             |
| 4  | Casey Dellacqua Lleyton Hewitt  | 4e du groupe A | 0 victoire 3 défaites             |

| No | Équipe                            | Résultat       | Ultimes adversaires           |
| -- | --------------------------------- | -------------- | ----------------------------- |
| 1  | Flavia Pennetta Simone Bolelli    | 2e du groupe B | 2 victoires 1 défaite         |
| 2  | Sabine Lisicki Nicolas Kiefer     | 2e du groupe A | 2 victoires 1 défaite         |
| 3  | Dominika Cibulková Dominik Hrbatý | Victoire       | Dinara Safina Marat Safin (2) |
| 4  | Hsieh Su-wei Lu Yen-hsun          | 4e du groupe B | 0 victoire 3 défaites         |

## Matchs de poule
L'équipe en tête de chaque poule se voit qualifiée pour la finale.

### Groupe A

#### Classements
| #   | Équipe victorieuse | Adversaire | Score |
| 1er | Allemagne          | Australie  | 2 - 1 |
| 2e  | Slovaquie          | États-Unis | 3 - 0 |
| 3e  | Slovaquie          | Australie  | 2 - 1 |
| 4e  | Allemagne          | États-Unis | 2 - 1 |
| 5e  | États-Unis         | Australie  | 2 - 1 |
| 6e  | Slovaquie          | Allemagne  | 3 - 0 |

| #   | Pays       | Points | Matchs | Sets    |
| --- | ---------- | ------ | ------ | ------- |
| 1re | Slovaquie  | 3 - 0  | 8 – 1  | 14 – 4  |
| 2e  | Allemagne  | 2 - 1  | 4 – 5  | 10 – 11 |
| 3e  | États-Unis | 1 - 2  | 3 – 6  | 9 – 14  |
| 4e  | Australie  | 0 - 3  | 3 – 6  | 10 – 14 |

#### Matchs détaillés
|  | Équipe 1  | Score | Équipe 2  |  |
|  | Allemagne | 2 – 1 | Australie |  |

| Ordre des matchs | Joueurs            | Points au premier set | Points au second set | Points au troisième set |
| ---------------- | ------------------ | --------------------- | -------------------- | ----------------------- |
| 1                | Sabine Lisicki     | 4                     | 6                    | 7                       |
| 1                | Casey Dellacqua    | 6                     | 2                    | 5                       |
|                  |                    |                       |                      |                         |
| 2                | Nicolas Kiefer     | 7                     | 3                    | 2                       |
| 2                | Lleyton Hewitt     | 6                     | 6                    | 6                       |
|                  |                    |                       |                      |                         |
| 3                | Lisicki - Kiefer   | 62                    | 6                    | 7                       |
| 3                | Dellacqua - Hewitt | 7                     | 3                    | 65                      |

|  | Équipe 1  | Score | Équipe 2   |  |
|  | Slovaquie | 3 – 0 | États-Unis |  |

| Ordre des matchs | Joueurs             | Points au premier set | Points au second set | Points au troisième set |
| ---------------- | ------------------- | --------------------- | -------------------- | ----------------------- |
| 1                | Dominika Cibulková  | 6                     | 6                    |                         |
| 1                | Meghann Shaughnessy | 2                     | 2                    |                         |
|                  |                     |                       |                      |                         |
| 2                | Dominik Hrbatý      | 6                     | 4                    | 7                       |
| 2                | James Blake         | 3                     | 6                    | 61                      |
|                  |                     |                       |                      |                         |
| 3                | Cibulková - Hrbatý  | 6                     | 7                    |                         |
| 3                | Shaughnessy - Blake | 4                     | 64                   |                         |

|  | Équipe 1  | Score | Équipe 2  |  |
|  | Slovaquie | 2 – 1 | Australie |  |

| Ordre des matchs | Joueurs            | Points au premier set | Points au second set | Points au troisième set |
| ---------------- | ------------------ | --------------------- | -------------------- | ----------------------- |
| 1                | Dominika Cibulková | 7                     | 6                    |                         |
| 1                | Casey Dellacqua    | 5                     | 2                    |                         |
|                  |                    |                       |                      |                         |
| 2                | Dominik Hrbatý     | 64                    | 7                    | 4                       |
| 2                | Lleyton Hewitt     | 7                     | 61                   | 6                       |
|                  |                    |                       |                      |                         |
| 3                | Cibulková - Hrbatý | 65                    | 6                    | 7                       |
| 3                | Dellacqua - Hewitt | 7                     | 3                    | 64                      |

|  | Équipe 1  | Score | Équipe 2   |  |
|  | Allemagne | 2 – 1 | États-Unis |  |

| Ordre des matchs | Joueurs             | Points au premier set | Points au second set | Points au troisième set |
| ---------------- | ------------------- | --------------------- | -------------------- | ----------------------- |
| 1                | Sabine Lisicki      | 4                     | 6                    | 6                       |
| 1                | Meghann Shaughnessy | 6                     | 0                    | 4                       |
|                  |                     |                       |                      |                         |
| 2                | Nicolas Kiefer      | 63                    | 7                    | 4                       |
| 2                | James Blake         | 7                     | 67                   | 6                       |
|                  |                     |                       |                      |                         |
| 3                | Lisicki - Kiefer    | 6                     | 3                    | 7                       |
| 3                | Shaughnessy - Blake | 3                     | 6                    | 6                       |

|  | Équipe 1   | Score | Équipe 2  |  |
|  | États-Unis | 2 – 1 | Australie |  |

| Ordre des matchs | Joueurs             | Points au premier set | Points au second set | Points au troisième set |
| ---------------- | ------------------- | --------------------- | -------------------- | ----------------------- |
| 1                | Meghann Shaughnessy | 3                     | 4                    |                         |
| 1                | Casey Dellacqua     | 6                     | 6                    |                         |
|                  |                     |                       |                      |                         |
| 2                | James Blake         | 6                     | 6                    |                         |
| 2                | Lleyton Hewitt      | 2                     | 2                    |                         |
|                  |                     |                       |                      |                         |
| 3                | Shaughnessy - Blake | 6                     | 5                    | 7                       |
| 3                | Dellacqua - Hewitt  | 3                     | 7                    | 6                       |

|  | Équipe 1  | Score | Équipe 2  |  |
|  | Slovaquie | 3 – 0 | Allemagne |  |

| Ordre des matchs | Joueurs            | Points au premier set | Points au second set | Points au troisième set |
| ---------------- | ------------------ | --------------------- | -------------------- | ----------------------- |
| 1                | Dominika Cibulková | 7                     | 6                    |                         |
| 1                | Sabine Lisicki     | 63                    | 4                    |                         |
|                  |                    |                       |                      |                         |
| 2                | Dominik Hrbatý     | 6                     |                      |                         |
| 2                | Nicolas Kiefer     | 3                     | ab.                  |                         |
|                  |                    |                       |                      |                         |
| 3                | Cibulková - Hrbatý |                       |                      |                         |
| 3                | Lisicki - Kiefer   |                       | forfait              |                         |

### Groupe B

#### Classements
| #   | Équipe victorieuse | Adversaire     | Score |
| 1er | France             | Taipei chinois | 3 - 0 |
| 2e  | Russie             | Italie         | 2 - 1 |
| 3e  | Italie             | France         | 2 - 1 |
| 4e  | Russie             | Taipei chinois | 2 - 1 |
| 5e  | Russie             | France         | 2 - 1 |
| 6e  | Italie             | Taipei chinois | 3 - 0 |

| #   | Pays           | Points | Matchs | Sets   |
| --- | -------------- | ------ | ------ | ------ |
| 1re | Russie         | 3 - 0  | 6 – 3  | 14 – 7 |
| 2e  | Italie         | 2 - 1  | 6 – 3  | 8 – 7  |
| 3e  | France         | 1 - 2  | 5 – 4  | 10 – 8 |
| 4e  | Taipei chinois | 0 - 3  | 1 – 8  | 3 – 13 |

#### Matchs détaillées
|  | Équipe 1 | Score | Équipe 2       |  |
|  | France   | 3 – 0 | Taipei chinois |  |

| Ordre des matchs | Joueurs        | Points au premier set | Points au second set | Points au troisième set |
| ---------------- | -------------- | --------------------- | -------------------- | ----------------------- |
| 1                | Alizé Cornet   | 6                     | 6                    |                         |
| 1                | Hsieh Su-wei   | 4                     | 4                    |                         |
|                  |                |                       |                      |                         |
| 2                | Gilles Simon   | 6                     | 7                    |                         |
| 2                | Lu Yen-hsun    | 3                     | 6                    |                         |
|                  |                |                       |                      |                         |
| 3                | Cornet - Simon | 6                     | 7                    |                         |
| 3                | Hsieh - Lu     | 4                     | 69                   |                         |

|  | Équipe 1 | Score | Équipe 2 |  |
|  | Russie   | 2 – 1 | Italie   |  |

| Ordre des matchs | Joueurs            | Points au premier set | Points au second set | Points au troisième set |
| ---------------- | ------------------ | --------------------- | -------------------- | ----------------------- |
| 1                | Dinara Safina      | 7                     | 6                    |                         |
| 1                | Flavia Pennetta    | 5                     | 3                    |                         |
|                  |                    |                       |                      |                         |
| 2                | Marat Safin        | 7                     | 6                    |                         |
| 2                | Simone Bolelli     | 65                    | 4                    |                         |
|                  |                    |                       |                      |                         |
| 3 (sans enjeu)   | Safina - Safin     | 7                     | 4                    | 62                      |
| 3 (sans enjeu)   | Pennetta - Bolelli | 5                     | 6                    | 7                       |

|  | Équipe 1 | Score | Équipe 2 |  |
|  | Italie   | 2 – 1 | France   |  |

| Ordre des matchs | Joueurs            | Points au premier set | Points au second set | Points au troisième set |
| ---------------- | ------------------ | --------------------- | -------------------- | ----------------------- |
| 1                | Flavia Pennetta    | 5                     | 2                    |                         |
| 1                | Alizé Cornet       | 7                     | 6                    |                         |
|                  |                    |                       |                      |                         |
| 2                | Simone Bolelli     | 6                     | 6                    |                         |
| 2                | Gilles Simon       | 3                     | 3                    |                         |
|                  |                    |                       |                      |                         |
| 3                | Pennetta - Bolelli | 6                     | 7                    |                         |
| 3                | Cornet - Simon     | 4                     | 62                   |                         |

|  | Équipe 1 | Score | Équipe 2       |  |
|  | Russie   | 2 – 1 | Taipei chinois |  |

| Ordre des matchs | Joueurs        | Points au premier set | Points au second set | Points au troisième set |
| ---------------- | -------------- | --------------------- | -------------------- | ----------------------- |
| 1                | Dinara Safina  | 4                     | 6                    | 7                       |
| 1                | Hsieh Su-wei   | 6                     | 2                    | 5                       |
|                  |                |                       |                      |                         |
| 2                | Marat Safin    | 7                     | 7                    |                         |
| 2                | Lu Yen-hsun    | 6                     | 5                    |                         |
|                  |                |                       |                      |                         |
| 3 (sans enjeu)   | Safina - Safin | 6                     | 3                    | 68                      |
| 3 (sans enjeu)   | Hsieh - Lu     | 4                     | 6                    | 7                       |

|  | Équipe 1 | Score | Équipe 2 |  |
|  | Russie   | 2 – 1 | France   |  |

| Ordre des matchs | Joueurs        | Points au premier set | Points au second set | Points au troisième set |
| ---------------- | -------------- | --------------------- | -------------------- | ----------------------- |
| 1                | Dinara Safina  | 6                     | 6                    |                         |
| 1                | Alizé Cornet   | 3                     | 2                    |                         |
|                  |                |                       |                      |                         |
| 2                | Marat Safin    | 65                    | 3                    |                         |
| 2                | Gilles Simon   | 7                     | 6                    |                         |
|                  |                |                       |                      |                         |
| 3                | Safina - Safin | 6                     | 6                    |                         |
| 3                | Cornet - Simon | 4                     | 3                    |                         |

|  | Équipe 1 | Score | Équipe 2       |  |
|  | Italie   | 3 – 0 | Taipei chinois |  |

| Ordre des matchs | Joueurs            | Points au premier set | Points au second set | Points au troisième set |
| ---------------- | ------------------ | --------------------- | -------------------- | ----------------------- |
| 1                | Flavia Pennetta    | 7                     | 6                    |                         |
| 1                | Hsieh Su-wei       | 5                     | 3                    |                         |
|                  |                    |                       |                      |                         |
| 2                | Simone Bolelli     |                       |                      |                         |
| 2                | Lu Yen-hsun        |                       | forfait              |                         |
|                  |                    |                       |                      |                         |
| 3                | Pennetta - Bolelli |                       |                      |                         |
| 3                | Hsieh - Lu         |                       | forfait              |                         |

## Finale
La finale de la Hopman Cup 2009 se joue entre la Slovaquie et la Russie.
|  | Équipe 1  | Score | Équipe 2 |  |
|  | Slovaquie | 2 – 0 | Russie   |  |